# Tencin
Tencin ist eine französische Gemeinde mit 2.132 Einwohnern (Stand: 1. Januar 2022) im Département Isère in der Region Auvergne-Rhône-Alpes; sie gehört zum Arrondissement Grenoble und zum Kanton Haut-Grésivaudan. Die Einwohner werden Tencinois genannt.

## Geografie
Tencin ist eine Gemeinde im Grésivaudan. Die Isère begrenzt die Gemeinde im Westen. Umgeben wird Tencin von den Nachbargemeinden Goncelin im Norden, Theys im Osten, Hurtières im Südosten, La Pierre im Süden, Lumbin im Westen und Südwesten sowie La Terrasse im Westen und Nordwesten.

## Bevölkerungsentwicklung
| Jahr                       | 1962 | 1968 | 1975 | 1982 | 1990 | 1999 | 2006 | 2018 |
| Einwohner                  | 824  | 847  | 858  | 855  | 859  | 897  | 1150 | 2112 |
| Quellen: Cassini und INSEE |      |      |      |      |      |      |      |      |

## Sehenswürdigkeiten
- Kirche Saint-Jean-Baptiste
- Schloss Tencin, Monument historique seit 1946

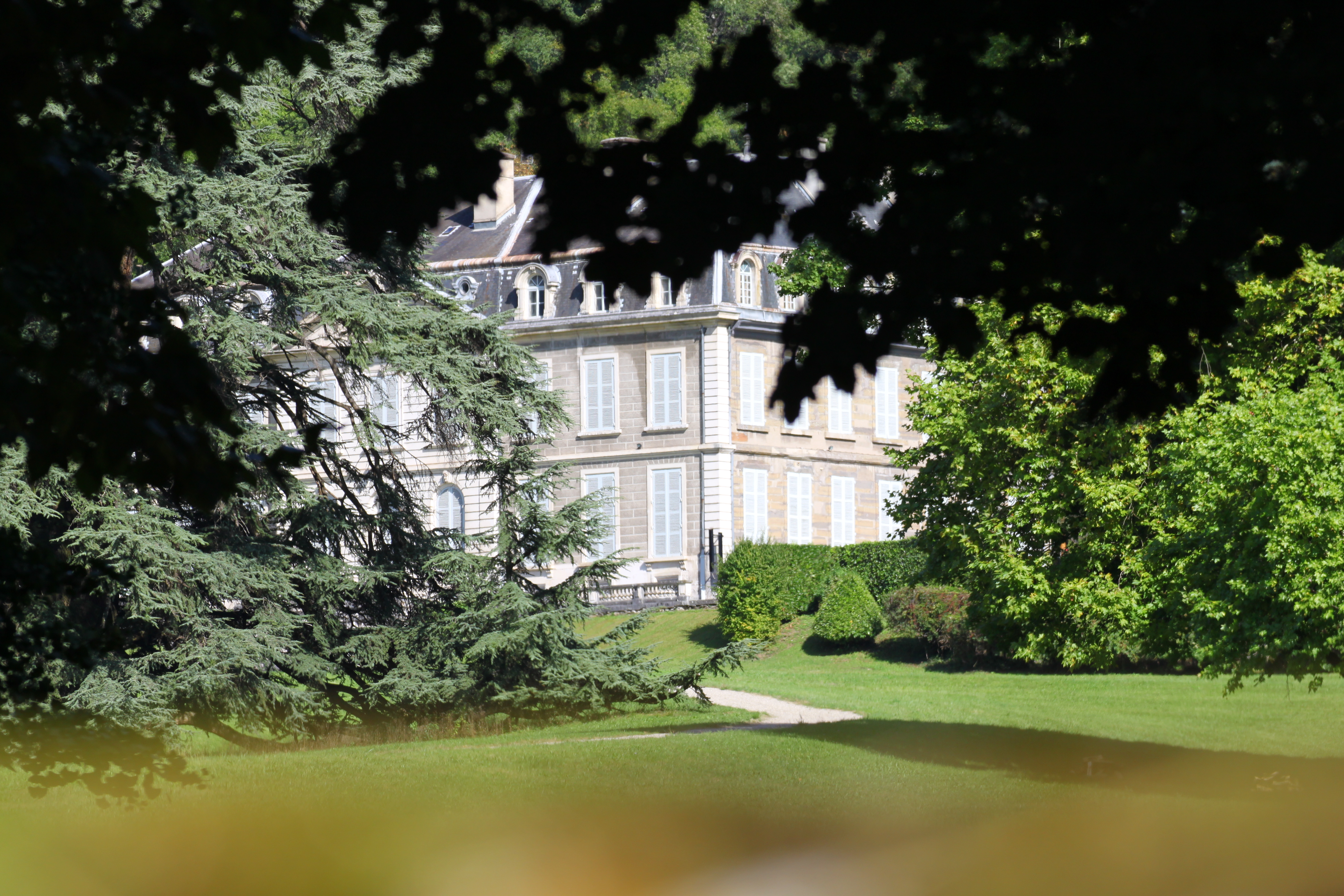
Schloss Tencin